# Lauro Müller, Santa Catarina
Lauro Müller là một đô thị thuộc bang Santa Catarina, Brasil. Đô thị này có diện tích 271 km², dân số năm 2007 là 13700 người, mật độ 50,6 người/km².